# Присеака (Прахова)
Присеака (рум. Priseaca) насеље је у Румунији у округу Прахова у општини Горнет-Криков. Oпштина се налази на надморској висини од 186 m.

## Становништво
Према подацима из 2002. године у насељу је живело 369 становника, од којих су сви румунске националности.